# Hvidebæk
 Hvidebæk  was tot 1 januari 2007 een gemeente in Denemarken. De oppervlakte bedroeg 98,26 km². De gemeente telde 5492 inwoners waarvan 2822 mannen en 2670 vrouwen (cijfers 2005). De voormalige gemeente werd toegevoegd aan de gemeente Kalundborg.
Hvidebæk telde in juni 2005 160 werklozen. Er waren 2267 auto's geregistreerd in 2004. 